# Zigmuntas Jonas Beresnevičius
Zigmuntas Jonas Beresnevičius (ur. 8 czerwca 1942 w Wiekszniach) – litewski chemik organiczny, doktor habilitowany nauk fizycznych.

## Życiorys
Urodził się w 1942 w Wiekszniach, w okręgu telszańskim. W 1960 ukończył gimnazjum w Nowym Mieście. W 1965 ukończył studia na Uniwersytecie Technicznym w Kownie, gdzie wykładał od 1970 do 2011. W latach 1973–1976 wykładał także w Narodowym Instytucie Ropy Naftowej, Gazu i Chemii w Bumerdes w Algierii. W 1984 stał się profesorem nadzwyczajnym. W 1989 obronił pracę habilitacyjną "N-aril-, N-heteroaril-β-alaninai, -aspara- gino rūgštys ir heterocikliniai junginiai jų pagrindu" przez co stał się doktorem habilitowanym. W latach 1990–2001 kierownik Katedry Chemii Organicznej Wydziału Technologii Chemicznej, a latach 2001-2011 dziekan Wydziału Technologii Chemicznej Politechniki Kowieńskiej.

## Działalność naukowa
Zbadał m.in. syntezę powstawionych aminokwasów, związków heterocyklicznych zawierających azot oraz związków biologicznie czynnych. Opublikował ponad 250 artykułów naukowych. 

### Książki
- 1977: Organinės chemijos pratimai ir uždaviniai[4]
- 1994: Organinės sintezės laboratoriniai darbai[4]
- 1998: Organinė chemija: mažasis praktikumas (wraz z Virgilijusem Barkauskasem i Albiną Stanišauskaitė)[4]
- 2003: Pramoninė organinė sintezė ir technologija (wraz z Juozasem Musnickasem i Romualdem Šablinskasem)[4]
- 2006: Organinė chemija (wraz z Petrasem Kadziauskasem), Organinė chemija: didysis praktikumas (wraz z Virgilijusem Barkauskasem i Albiną Stanišauskaitė)[4]